# Caspar Thierfelder
Caspar Thierfelder (* angeblich 1525; † wahrscheinlich 1594 in Steyr) war ein deutscher Rechenmeister und Kalendermacher.

## Leben
Über Thierfelders Leben ist wenig bekannt, er wirkte zur Mitte des 16. Jahrhunderts als Rechenmeister in Freiberg. Im Jahre 1564 veröffentlichte Thierfelder zusammen mit einem weiteren Freiberger Rechenmeister, Oswald Ullmann, bei Bärwald in Leipzig ein Rechenbuch. Wenig später verließ Thierfelder die sächsische Bergstadt und ging nach Österreich. Als Grund für den Weggang benannte er seinen fehlenden Unterhalt wegen des Wegsterbens der meisten Schüler.
Im März 1567 wurde Thierfelder zum Schul- und Rechenmeister zu Steyr bestellt. Neben einem festen Sold gewährte ihm die Stadt eine freie Wohnung und Beholzung sowie zwei Stuben zur Schulhaltung. Viele seiner Rechenaufgaben bezogen sich praxisnah auf den Verkauf von Eisenwaren aus Steyr nach Venedig. Die letzte Erwähnung Caspar Thierfelders datiert von 1594, es wird angenommen, dass er in diesem Jahre verstarb.
Caspar Thierfelder hatte zwei Söhne, die in die Fußstapfen des Vaters traten. Daniel und Basilius Thierfelder waren bis zum Beginn des 17. Jahrhunderts in Oberösterreich als Schul- und Rechenmeister tätig. 1594 fertigte Daniel Thierfelder für den Linzer Bürger Linhard Wasserbeck einen Steckkalender. Wahrscheinlich verließen seine Nachkommen Oberösterreich nach der Gegenreformation.

## Publikationen
- Oswald Ulmanns und Caspar Thierfelders Newes Kunst=Rechenbuch auf der Linie und Feder, Freybergk 1564, gedruckt bey Jakub Bärwald in Leipzig
- Caspar Thierfelder: Arithmetica oder Rechenbuch auff den Linien und Ziffern, Nürnberg 1587